# كين رايت (لاعب كرة قاعدة)
كين رايت (بالإنجليزية: Ken Wright)‏ هو لاعب كرة قاعدة أمريكي، ولد في 4 سبتمبر 1946 في بينساكولا في الولايات المتحدة، وتوفي في 21 يناير 2017 في Warrington, Florida ‏ في الولايات المتحدة.

## وصلات خارجية
- كين رايت على موقع دوري كرة القاعدة الرئيسي (الإنجليزية)
- كين رايت على موقعبيزبول رفرنس.كوم (الدوري الرئيسي) (الإنجليزية)
- كين رايت على موقعبيزبول رفرنس.كوم (الدوري الثانوي) (الإنجليزية)
- كين رايت على موقع إي إس بي إن.كوم (أم.أل.بي) (الإنجليزية)
- كين رايت على موقع مشجعي الرسوم البيانية (الإنجليزية)